# Pokemon Special
Pokémon Special (ポケットモンスターSPECIAL, Poketto Monsutā Supesharu), também conhecido como Pokémon Adventures, é um mangá baseado nos jogos eletrônicos de Pokémon. É o mangá de Pokémon mais famoso já criado, com mais de 150 milhões de unidades vendidas no mundo inteiro.
Satoshi Tajiri uma vez afirmou que a série Pocket Monsters Special é a mais próxima do que imaginou que o mundo Pokémon fosse: "Esta é o mangá que mais se parece com o mundo que eu estava tentando transmitir" (僕が伝えたかった世界に最も近い漫画です, Boku ga tsutaetakatta sekai ni mottomo chikai manga desu.)
As séries são escritas por Hidenori Kusaka e ilustradas por Mato nos primeiros 9 volumes. Satoshi Yamamoto substituiu Mato (que estava doente no momento) do volume 10 e não parou até agora.

## Enredo
Pokémon Special é dividido em várias partes distintas que são conhecidas como capítulos, e esses, por sua vez, são divididos em volumes e muitos capítulos menores. Há catorze divisões principais no momento, com dez delas completamente publicadas e uma delas parcialmente publicada. 64 volumes do mangá foram lançados em fevereiro de 2023.

### Red, Green & Blue
- Volumes 1 ao 3

Este arco apresenta as viagens de Red e Blue (Green na versão japonesa) através de Kanto, conquistando os oito ginásios e a Liga Pokémon. Mais tarde, uma treinadora chamada Green (Blue na versão japonesa) entra na trama. Juntos, eles destroem os planos da Equipe Rocket, uma organização do mal que usa Pokémon para atingir seus objetivos. Red também auxilia Blaine na captura de Mewtwo, além de salvar Yellow de Pokémon selvagens na Floresta de Viridian. Green é derrotada por Professor Carvalho na Liga Pokémon, que embora tenha ganhado, não quer ir para a final. Red derrota Blue na final e é campeão.

### Yellow
- Volumes 4 ao 7

Este arco apresenta as viagens de Yellow por Kanto à procura de Red, que estava desaparecido. Ela recebe o Pikachu de Red e parte a sua busca. Durante sua jornada, Yellow é atacada pelos membros da Elite Quatro que estavam sendo controlados para tentar dominar o mundo. Ocorre uma revelação: Sabrina, Lt. Surge e Koga são da Equipe Rocket e Blaine é um de seus formadores. Yellow então derrota a Elite Quatro e encontra Red, que havia sido raptado por um misterioso pássaro que foi para Johto.

### Gold & Silver
- Volumes 8 ao 15

Este arco apresenta as viagens de Gold através de Johto em sua tentativa de acabar com os planos da Neo Equipe Rocket, uma nova Equipe Rocket, liderada pelo Máscara Gélida. Mais adiante, dois outros treinadores entram na trama da história: Silver, que já teve parte de sua vida ligada com os vilões da série, e Crystal, uma treinadora Pokémon com o objetivo de capturar todos os pokémons e assim ajudar o Profº Carvalho a completar a sua Pokédex. 
Eles conhecem Eusine, um homem que quer pegar o Suicune. E houve outra revelação: o Máscara Gélida era Pryce, um dos líderes de ginásio de Johto. Juntos, Gold, Silver e Crystal derrotam o Máscara Gélida e impedem que ele controlasse Lugia, Ho-Oh e Celebi.

### Ruby & Sapphire
- Volumes 15 ao 22

Este arco apresenta as viagens de Ruby, um garoto que veio de Johto para Hoenn, e Sapphire, uma garota aspirante a treinadora. Eles estão tentando conquistar todos os concursos Pokémon e ginásios em Hoenn, respectivamente, dentro de um intervalo de 80 dias. No entanto, dentro desse período eles terão que encarar duas novas organizações do mal, a Equipe Magma, que quer dominar a terra com a ajuda de Groudon, e a Equipe Aqua, que quer dominar os mares com a ajuda de Kyogre. Além disso tudo, Ruby e Sapphire acabam tendo que se preocupar com outra coisa também: seus sentimentos um pelo outro.

### FireRed & LeafGreen
- Volumes 22 ao 26

O foco deste arco volta novamente para os personagens Red, Blue e Green. Red e Green são obrigados a explorar as Ilhas Sevii para procurar pelo Profº Carvalho, que foi raptado por um Deoxys. Enquanto isso, Blue finalmente encontra seu pais, no entanto, quando está prestes a alcançá-los, eles são engolidos por um misterioso buraco negro. Giovanni havia se aliado a Deoxys para que ele, com seus poderes psíquicos, o ajudasse a encontrar seu filho. Mewtwo, que havia se rebelado contra os Rockets, se une a Red para enfrentar Giovanni. Mais tarde, Deoxys consegue se libertar do controle de Giovanni. É neste arco também que descobre-se que Silver é filho de Giovanni. A série termina com Red, Green, Blue, Yellow e Silver sendo engolidos por uma misteriosa luz e se transformando em estátuas de pedra.

### Emerald
- Volumes 26 ao 29

Este arco começa com um treinador chamado Emerald. Ele é enviado pelo Profº Carvalho e Crystal à uma ilha, a Batalha da Fronteira, para encontrar e proteger Jirachi dentro de sete dias. Ao chegar lá, ganha um segundo desafio, o de derrotar os sete Cérebros da Fronteira dentro desse mesmo prazo.
Durante esse tempo, Emerald conhece Todd Snap e descobre que o vilão Guile Hideout está à procura de Jirachi para fins malignos. Mais tarde, Gold, Crystal, Ruby e Sapphire chegam na Batalha da Fronteira com a missão de resgatar Jirachi e usar seus poderes para desejar que Red e os outros deixem de ser estátuas.

### Diamond & Pearl
- Volumes 30 ao 38

Este arco apresenta as viagens de Diamond, Pearl e a senhorita Berlitz (Platinum) enquanto viajam através de Sinnoh e o Mt. Coronet. O objetivo da viagem é de Berlitz cumprir uma tradição de família, usando um material do cume da montanha para criar um acessório que ostenta o brasão da família Berlitz. No entanto, um mal-entendido leva ela a acreditar que seus guarda-costas eram Diamond e Pearl, e entrega a eles os iniciais que possuia. Porém eles pensam que estão em um reality show e com a senhorita Berlitz como um guia turístico. A viagem torna-se difícil, uma vez que eles devem enfrentar e derrotar a Equipe Galática. Durante suas viagens, Berlitz decide testar as habilidades de Diamond e Pearl fazendo com que eles desafiem ginásios e concursos pokémon.

### Platinum
- Volumes 38 ao 40

Este arco contará a história da senhorita Platinum Berlitz em sua jornada na Batalha da Fronteira. Nele também iremos conhecer Looker, que está fazendo investigações sobre o Mundo Distorcido.

### HeartGold & SoulSilver
- Volumes 41 ao 43

Este arco irá estrelar Gold e Silver novamente. Até agora as únicas coisas que são conhecidas é que Gold estará em uma batalha contra Arceus. Enquanto isso, a Equipe Rocket está ressurgindo e mantendo uma base na recém-inaugurada Safari Zone. Os quatro executivos Rockets Proton, Petrel, Ariana e Archer parecem ter controle sobre a nova equipe.

### Black & White
- Volumes 43 ao 51

Este arco apresenta um garoto chamado Black em uma jornada pra ser um mestre pokémon. Ele acaba sendo empregado pela garota chamada White, dona da BW Agency. Nesta agência White cede Pokémons que atuam em séries, comerciais e outros programas de TV. Os rivais Cheren e Bianca surgem como possuidores da Pokédex. Por causa de um acidente, Black deixou pra trás, a única Pokédex em funcionamento no laboratório da Profª Juniper, se tornando uma peça-chave para acabar com os esquemas da Equipe Plasma.

### Black 2 & White 2
- Volumes 52 ao 55

Este arco apresenta Black, um garoto aparentemente normal, matriculado na Escola de Treinamento da Cidade de Aspertia. No entanto, ele é realmente um membro da Polícia Internacional, que tem como objetivo encontrar os membros remanescentes da Equipe Plasma que foi derrotado há dois anos. Sem o conhecimento dele, a nova aluna, Whitley, passa a ser um ex-membro da Equipe Plasma.

### X & Y
- Volumes 55 ao 62
- Mini-Volumes 1 ao 6

Este arco apresenta X, um garoto que venceu um Torneio Pokémon quando criança, ficou deprimido devido a más experiências com os paparazzi e o público falando mal dele. Embora seus amigos Y, Shauna, Tierno e Trevor tentem levá-lo de volta ao normal, ele se recusa a ouvi-los. Enquanto isso, o Equipe Flare tem como objetivo capturar tanto o Mega Ring do X quanto o Pokémon Lendário Xerneas e Yveltal para energizar sua arma final.

### Omega Ruby & Alpha Sapphire
- Volumes 62 ao 64, (Ainda em andamento)
- Mini-Volumes 1 ao 3

Este arco apresenta o retorno do trio Hoenn de Ruby, Sapphire e Emerald baseado nas versões Omega Ruby e Alpha Sapphrire do jogo. Ruby, Sapphire e Emerald adquirem Mega Braceletes e Mega Stones de Steven para ajudá-lo em sua missão de salvar a Terra da morte iminente por um meteorito, enquanto Ruby encontra uma garota misteriosa pelo caminho. Safira fica traumatizada quando aprende a verdade sobre o metor e, em consequência desse trauma, perde a voz e o olfato. Ruby assume o papel de lorekeeper e faz Rayquaza confiar nele para que eles possam salvar o mundo através do uso de sabedoria de dragão. Baseia-se principalmente nos eventos do Delta Episode nos jogos.

### Sun & Moon
- Mini-Volumes 1 ao 6

Este arco apresenta um menino chamado Sun, que é um mensageiro com a esperança de reunir 100 milhões de ienes e uma garota chamada Moon, que é uma farmacêutica e arqueira profissional.

### Sword & Shield
- Mini-Volumes 1 ao 7, (Ainda em andamento)

Este arco apresenta dois meninos chamados Henry Sword (Sōdo Tsurugi na versão original), que é um carpinteiro; Marvin, que é um estudante, e uma menina chamada Casey Shield (Shirudomiria Tate na versão original), que é uma animadora. Ambos são acompanhados pela Professora Magnolia pela viagem de Galar.

## Personagens
Os protagonistas desta série são principalmente os treinadores Pokémon chamados Pokédex Holders (Detentor da Pokédex e Portador da Pokédex no capítulo Black & White em português) que são reconhecidos pelos conhecidos professores Pokémon em várias regiões e premiados com Pokédex. No capítulo Sword & Shield, existem 23 titulares de Pokédex e de acordo com a região e a versão do Pokédex que possuem, eles podem ser divididos em oito grupos.
- Red - O protagonista masculino dos capítulos Red, Green & Blue e FireRed & LeafGreen. O primeiro personagem da série. O campeão da 9ª Liga Pokémon Planalto Índigo. Inicialmente mostrado como um jovem treinador imprudente, ele amadureceu ao longo da série. Seu primeiro Pokémon foi um Poliwag, que é visto pela primeira vez como Poliwhirl. Mais tarde, evolui para Poliwrath para salvar Red do afogamento. Quando iniciou sua jornada, ele recebeu um Bulbasaur do Professor Carvalho. Eventualmente evoluiu para um Venusaur, mas ele o trocou temporariamente com seu rival Blue por um Charizard em FireRed & LeafGreen, embora eles tenham negociado de volta no final da saga. Seus Pokémon são Poliwrath (Poli), Venusaur (Bulba), Pikachu (Pika), Snorlax (Lax), Espeon (Vee), Gyarados (Gyara ou Gyarinho no capítulo 25) e Aerodactyl (Aero). Ele é especialista em Batalhas Pokémon (O Lutador). Em sua última aparição no ORAS ele tem vinte anos.
- Blue (Green no Japão) - O outro protagonista masculino dos capítulos Red, Green & Blue e FireRed & LeafGreen. O rival de cabeça fria, mas um tanto arrogante, de Red; o relacionamento deles melhorou ao longo da série. Ele tinha o Pokémon inicial Charmander, agora um Charizard. Ele se destaca no treinamento de Pokémon (O Criador), mesmo aqueles que não são dele. Sua equipe na saga FRLG consiste em Charizard, Golduck, Machamp, Rhydon, Porygon2 e Scizor. Em G/S/C/HG/SS, ele se tornou líder de ginásio de Viridian City depois que Red recusou a oferta. Embora o momento exato de seu aparecimento no capítulo XY seja desconhecido, é provável que ocorra simultaneamente com o capítulo ORAS, perfazendo-lhe vinte anos.
- Green (Blue no Japão) - A protagonista feminina dos capítulos Red, Green & Blue e FireRed & LeafGreen. Uma garota astuta e alegre que roubou um Squirtle do Professor Carvalho. Foi revelado que quando ela era jovem, ela era uma das Crianças Mascaradas junto com Johto, Silver. Ela fez sua primeira aparição persuadindo Red a comprar itens falsos usando sua beleza. Agora, ela é uma das amigas mais próximas de Red. Desde então, seu Squirtle evoluiu para um Blastoise. Ela é excelente na evolução de Pokémon (O Transformador). Sua equipe atual é composta por Blastoise (Squirtinho), Wigglytuff (Jiggly), Clefable (Clefinho ou Clefinha nos capítulos 84 até 89), Granbull (Snub), Nidoqueen (Nidozinha) e Ditto (Dittinho). Ela costumava ter Ornitofobia antes de superá-la e capturando Articuno, Zapdos e Moltres. Em sua última aparição no capítulo ORAS, ela tinha vinte anos.
- Yellow - A protagonista feminina do capítulo Yellow. Ela é despreocupada, gentil e de bom coração. Yellow tem um raro poder psíquico para curar Pokémon (O Curandeiro), uma característica vista apenas em indivíduos especiais da área da Floresta Viridian. Ela se disfarçou de menino com a missão de salvar Red. Ela também tem um poder psíquico de ler as mentes dos Pokémons, que também vem da Floresta Viridian. Ela sempre dorme depois de usar suas habilidades devido ao alto uso de sua energia. Durante suas aventuras, ela pegou emprestado o Pikachu de Red. Ela agora tem seu próprio Pikachu, uma mulher chamada Chuchu. Sua equipe atual consiste em Pikachu (Chuchu), Golem (Gravelito), Omanyte (Omanito), Dodrio (Doda), Butterfree (Pipo) e Raticate (Rattatinho).
- Gold (Ovaldo) - O protagonista masculino dos capítulos Gold, Silver & Crystal e HeartGold & SoulSilver. O protagonista de bom coração, mas um tanto perverso, do capítulo Gold & Silver. Muito precipitado, ainda mais que o Red. Ele é capaz de chocar Pokémon (Incubador). Sua equipe atual é composta por Typhlosion (Explom), Ambipom (Aiplom), Mantine (Manplom), Politoed (Poliplom), Sudowoodo (Sudoplom), Sunflora (Sunplom), Togekiss (Togeplom) e Pichu, que foi dado a ele por Yellow como resultado do namoro dela e do Pikachu de Red. Sua primeira aventura começou em G/S/C pensando que Silver roubou sua mochila cheia de Pokémon. Em HG/SS ele tem dezesseis anos.
- Silver - O outro protagonista masculino dos capítulos Gold, Silver & Crystal e HeartGold & SoulSilver. O rival contundente, mas gentil, de Gold, filho do líder da Equipe Rocket, Giovanni. Era uma criança mascarada até escapar ao lado de sua irmã, Green. Ele tinha o Pokémon inicial Totodile (roubado, como o Squirtle de Green), agora um Feraligatr. Ele é especialista em troca de Pokémon (O Trocador). Sua equipe é formada por Feraligatr, Weavile, Kingdra, Honchkrow, Rhyperior e o vermelho Gyarados. Em HG/SS ele tem dezesseis anos.
- Crystal (Crys) - A protagonista feminina dos capítulos Gold, Silver & Crystal e HeartGold & SoulSilver. Uma especialista inteligente e enérgica na captura de Pokémon (O Caçador ou Caçadora). Ela capturou todos os Pokémon não lendários para o Professor Carvalho (ela obteve os dados dos Pokémon lendários com a ajuda dos treinadores da 1ª geração). Ela tinha um Chikorita como Pokémon inicial, que agora é um Meganium. Até agora ela possui Meganium (Megachi), Xatu (Nati no capítulo 118 ou Tuchi no capítulo 119 até o presente), Hitmonchan (Monchi), Smoochum (Chumchi ou Chumi no capítulo 118), Arcanine (Archi), Parasect (Parachi), Mr. Mime (Mimechi) e Cubone (Bonechi). Em HG/SS ela tem dezesseis anos.
- Ruby - O protagonista masculino dos capítulos Ruby & Sapphire e Omega Ruby & Alpha Sapphire. O protagonista bem-intencionado, mas um pouco desagradável do quarto capítulo, e filho do líder do ginásio Norman, bem como rival de Sapphire. Ele odeia batalhas Pokémon e prefere competir em concursos Pokémon, por causa do que aconteceu com ele e Sapphire quando eram jovens. Ele conseguiu vencer todos os concursos, ganhando o título de "Charmer". Ruby recebeu o Pokémon inicial Mudkip, que evolui para Swampert. Seu último grupo verificado consiste em Swampert (Mumu), Mightyena (Nana), Delcatty (Kiki), Castform (Fofo), Milotic (Feefee) e Gardevoir (Rara), Gallade (Kirly). Ele já teve um Celebi.
- Sapphire - A protagonista feminina dos capítulos Ruby & Sapphire e Omega Ruby & Alpha Sapphire. Filha do Professor Birch e rival de Ruby. Ela é muito selvagem e costuma se vestir com roupas feitas de folhas. Ela adora lutar e acha que os Coordenadores Pokémon (como Ruby) são meticulosos, como resultado do que aconteceu com ela e Ruby quando eram jovens. Ela foi capaz de derrotar todos os Líderes de Ginásio, ganhando o título de "Conqueror". Ela tinha Torchic como Pokémon inicial, que evolui para um Blaziken. Seu grupo verificado pela última vez consiste em Blaziken (Chic), Aggron (Rono), Wailord (Lorry), Donphan (Phado), Tropius (Troppy) e Relicanth (Relly).
- Emerald (Rald) - O protagonista masculino dos capítulos Emerald e Omega Ruby & Alpha Sapphire. Ele inicialmente não tinha nenhum Pokémon, mas depois foi acompanhado por Sudowoodo e Dusclops. Ele também carrega uma arma escondida conhecida como E-Shooter como ferramenta para acalmar os Pokémon. Emerald foi contratada por Crystal para competir na Fronteira da Batalha para proteger o lendário Pokémon Jirachi de um homem maligno chamado Guile Hideout (Cara de Armadura). Por sua habilidade em acalmar Pokémon furiosos, ele ganhou o título de "Calmer". Emerald também roubou um Sceptile da Fábrica de Batalha, que não era outro senão o mesmo Grovyle que foi arremessado para longe do Sky Pillar enquanto despertava Rayquaza. Emerald usa Pokémon que Crystal possui em cada atração, excluindo Fábrica de Batalha, Torre da Batalha, Palácio de Batalha e Arena de Batalha. Aparentemente, ele também tem uma conexão com os lendários Pokémon Latios e Latias. O último grupo de Emerald verificado consiste em Sceptile, Dusclops, Sudowoodo, Snorlax, Mr. Mime e Mantine.
- Diamond (Mond) - O protagonista masculino dos capítulos Diamond & Pearl e Platinum. Um aspirante a comediante Pokémon com uma personalidade gulosa e um tanto estúpida, embora às vezes demonstre carisma e perspicácia em situações desesperadoras ("Empathizer"). É gentil com todos, rápido em fazer amigos e possui um código moral muito poderoso. Ele é um treinador Pokémon e um grande amigo de Pearl. Ele tem um Bastiodon (Don), Lickilicky (Kit), Munchlax (Lax) e Torterra (Twig). Ele também possui um Mamoswine (Moo) que lhe foi dado pela Platinum. Ele também é conhecido por ter o lendário Regigigas (Reg). Por causa de uma confusão, ele inicialmente pensa que se acompanhar Berlitz ao Monte. Coronet ganhará um prêmio, mas ao lado de Pearl ele decide acompanhá-la de qualquer maneira depois que a verdade for revelada. Durante a viagem, ele desenvolve uma forte amizade com Platinum.
- Pearl - O outro protagonista masculino dos capítulos Diamond & Pearl e Platinum. Um garoto teimoso, de personalidade precipitada e que sonha em se tornar um grande comediante. Pearl nunca tem medo de falar o que pensa e tem um forte senso de determinação ("Determiner"). Ele é um comediante Pokémon (como seu amigo Diamond) e tem Chatot (Chatotel), Luxray (Rayler), Infernape (Chimchel), Buizel (Zeller), Tauros (Tauler) e Diglett (Digler). Por causa de uma confusão, ele inicialmente pensa que se acompanhar Berlitz ao Monte. Coronet, ganhará um prêmio. Embora a princípio suspeite dela, Pearl passa a respeitar Platinum por seus muitos talentos.
- Platinum Berlitz - A protagonista feminina dos capítulos Diamond & Pearl e Platinum. Elegante mas mimada protagonista de uma família muito rica e importante, ela tem que viajar para o Monte. Coronet como parte de um ritual. Ela leu muitos livros com rico conhecimento e espera poder praticar ("Understander"). Ela recebe três Pokédexes, três Pokétches e três iniciais (Turtwig, Chimchar e Piplup) do Professor Rowan para dar aos seus parceiros. Ela possui um Empoleon, Rapidash e Lopunny. Ela também recebeu Froslass, Cherrim e Pachirisu de Candice, Gardenia e Maylene (embora o Pachirisu na verdade pertencesse a Volkner). Ao longo das primeiras partes da história, seu primeiro nome é omitido e não revelado; mais tarde, seu nome é revelado como Platinum. Ela é conhecida por participar de muitas competições, como Pokémon Super Contests, batalhas de Líderes de Ginásio e Fronteira de Batalha de Sinnoh.
- Black - O protagonista masculino do capítulo Black & White. Ele possui um Tepig macho e sua missão é ser um treinador mestre. Black encontra White em um acidente com um Galvantula destruindo um dos negócios de White. Seu Tepig tem uma queda por White. Ele pode ser muito perspicaz, mas seu sonho de vencer a Liga Pokémon enche tanto sua mente que ele não consegue pensar direito ("Dreamer"). Quando isso acontece, seu Munna (Musha) come seus sonhos para poder pensar com clareza como um raciocinador. Verificado pela última vez, seu partido consiste em Braviary (Bravy), Musharna (Musha), Emboar (Tep, Nite e Boar), Galvantula (Tula), Carracosta (Costa) e possivelmente Reshiram.
- White - A protagonista feminina do capítulo Black & White. Ela é dona de uma agência Pokémon, que aluga Pokémon para filmes e anúncios ("Dreamer"). Ela era dona de uma Tepig (Pipig), mas quando ela a trocou por N, ela recebeu Servine de N, a quem ela tenta chamar de Amanda. Amanda mais tarde evolui para Serperior, e White também obtém Deerling (Dri), Stunfisk (Dorothy), Alomomola (Nancy), Duosion (Sally) e Vullaby (Bárbara). Gigi finalmente decidiu voltar para sua agência.
- Blake (conhecido como Lack-two no Japão) - O protagonista masculino do capítulo Black 2 & White 2. Ele é membro da Polícia Internacional em busca dos membros do Neo Team Plasma ("Arrester"). Ele é mostrado possuindo Dewott, Keldeo (Keldemaru), Genesect, Kabutops (Kabutomaru) e Gliscor (Liomaru).
- Whitley (conhecido como Whi-two no Japão) - A protagonista feminina do capítulo Black 2 & White 2. Ela é ex-membro do Equipe Plasma com sua mãe. Ela acredita que o ex-Equipe Plasma é bom e N retornará para liderá-los ("Liberator"). Ela é mostrada tendo um Foongus (Foongy), um Accelgor, Zorua de N e Tepig (Lady Gigi).
- X - O protagonista masculino do capítulo X e Y. Um menino que ganhou um torneio Pokémon quando era mais jovem, mas foi dominado pelos paparazzi e se tornou um recluso deprimido ("Loner"). Ele possui um Kangaskhan (Kanga e Li'l Kanga), Charizard (Salamè), Manectric (Élec), Gengar (Garma) e Pinsir (Rute) que podem Mega Evoluir. Ele também tem um Chesnaught apelidado de Marisso.
- Y - A protagonista feminina do capítulo X e Y. Uma garota que sonha em se tornar uma Sky Trainer, embora sua mãe seja uma popular piloto de Rhyhorn ("Flyer") e seu nome completo seja Y na Gabena (Yvonne Gabena em inglês). Ela tem uma personalidade intrépida e é uma líder entre os amigos. Ela é mostrada com Fletchinder (Fletchy, originalmente um Fletchling), Sylveon (Veevee), Greninja (Croaky), Rhyhorn (Rhyrhy), Absol (Solsol que pode Mega Evoluir) e Xerneas (Xerxer), embora o último tenha sido eventualmente perdido. conforme ele volta à sua forma de árvore.
- Sun - O protagonista masculino dos capítulos Sun & Moon e Ultra Sun & Ultra Moon. Um garoto de Kanto obcecado por dinheiro com muitos empregos, principalmente como entregador. Seu objetivo é arrecadar 100 milhões de ienes para comprar de volta uma ilha que a Fundação Aether roubou de seu bisavô ("Saver"). Atualmente é mostrado que ele tem um Meowth de Alola (Cent), um Incineroar (Dollar), um Totem Wishiwashi (Quarter), um Totem Mimikyu (Penny), um Crabominable (Dong) e um Stakataka (Lei).
- Moon - A protagonista feminina dos capítulos Sun & Moon e Ultra Sun & Ultra Moon. Uma garota de Sinnoh que é especialista em tiro com arco, mas também farmacêutica ("Mixer"). Ela veio para Alola para encontrar materiais para curar um Piplup. Atualmente ela é mostrada com Charjabug, Mareanie, Muk de Alola e Decidueye.
- Henry (conhecido como Soudo/Sword no Japão) - O protagonista masculino do capítulo Sword & Shield. Nome completo conhecido como Henry Sword Soudo Tsurugi (剣 創人, Tsurugi Sōdo), é um "Meister" (身具職人, Shingu Meister) que repara os equipamentos que os Pokémon usam na batalha e na vida. Ao trabalhar no equipamento, ele se concentra demais, mas por outro lado parece descontraído - embora um pouco manipulador. Sente-se responsável por Casey ter perdido seus Pokémon e está enfrentando o desafio da Liga para ajudá-la a encontrá-los. Tem um Thwackey (Twiggy), Sirfetch'd (Lancelot), Gurdurr (Steeler), Oranguru (Fanguru), Mr. Rime (Kayne) e Urshifu (Āman), em homenagem ao seu equipamento.
- Casey (conhecido como Shieldmilia no Japão) - A protagonista feminina do capítulo Sword & Shield. Nome completo conhecido como Casey Shield Shieldmilia Tate (盾 シルドミリア, Tate Shirudomiria), é uma garota barulhenta e enérgica que é um prodígio tecnológico. Ela tem uma mente muito analítica e adora Dynamaxing e pegadinhas. E em um acidente onde ela perdeu todos os seus cinco Pokémon, que são Arrokuda (Kilo), Toxtricity (Tera), Eiscue (Peta), Falinks (Giga) e Stunfisk (Mega). Com a ajuda de Henry, Professor Magnolia e Marvin, ela espera desafiar a Liga Pokémon para chamar a atenção da imprensa e usá-la para procurar seu time. Seu Pokémon inicial é um Scorbunny (agora um Cinderace), mas conforme o capítulo avança, ela recupera seu grupo perdido.
- Violet - O protagonista masculino do capítulo Scarlet & Violet. Nome completo conhecido como Violet Lang. Autodenomina-se "o Príncipe da Velocidade" e tem um mordomo do Rotom Fone chamado Rotoji. Para se tornar o parceiro mais rápido em Paldea com Miraidon, ele está em busca de Erva Mística com Arven.
- Scarlet - A protagonista feminina do capítulo Scarlet & Violet. Nome completo conhecido como Scarlet Koito. Uma caçadora lobo solitária de tesouros. Por alguma razão, ela está procurando por Pokémon conhecidos como Tesouros da Ruína.

## Publicação
O mangá foi publicado na editora Shogakukan, através da revista CoroCoro Ichiban! em março de 1997 no Japão. O mangá foi traduzido para o inglês nos Estados Unidos pela VIZ Media, lançado como Pokémon Adventures, mas a publicação terminou em 2001 com o volume 7. Mais tarde, o VIZ publicou a primeiro volume publicado em 2 de junho de 2009 e o segundo volume em Agosto, e continua até agora. No sudeste da Ásia principalmente Singapura, a editora Chuang Yi e traduz Pokémon Special para o inglês e continuou a traduzir novos volumes até o volume 41. A empresa, no entanto, entrou em liquidação voluntária no início de 2014 e a tradução foi interrompida. Agora Shogakukan Asia publica com a série na Singapura. Jilin Fine Arts, com colaboração à VIZ Media Shanghai Branch, que traduziu o mangá em chinês. Na Taiwan, é publicado por Ching Win, que o traduz para chinês e o libera em sua publicação mensal na revista CoroCoro Comic.

### Brasil
Em 3 de maio de 2014, a Panini Comics anunciou o lançamento de Pokémon Special no Brasil, com o Capítulo Black e White, sendo lançado em 22 de setembro do mesmo ano. A Panini disse que se o mangá fizesse bastante sucesso, ela iria continuar a publicar os outros arcos. Em 2 de março de 2016, foi anunciado a publicação do Capítulo Red, Green & Blue, em comemoração ao aniversário de 20 anos da franquia, sendo lançado em 10 de outubro do mesmo ano. O Capítulo Yellow, sendo lançado em 30 de abril de 2017. Em 7 de novembro de 2017, foi anunciado a publicação do Capítulo Gold & Silver, sendo lançado em janeiro de 2018. Em 18 de dezembro de 2018, foi anunciado a publicação do Capítulo Ruby & Sapphire, sendo lançado em 25 de abril de 2019. O Capítulo FireRed & LeafGreen, sendo lançado em 23 de julho de 2021. O Capítulo Emerald, sendo lançado em 24 de dezembro de 2021. O Capítulo Diamond & Pearl, sendo lançado em 19 de agosto de 2022. O Capítulo Platinum, sendo lançado em 28 de março de 2024. O Capítulo HeartGold & SoulSilver, sendo lançado em 27 de junho de 2024. Em 30 de abril de 2024, foi anunciado a publicação do Capítulo Black 2 & White 2, sendo lançado em 15 de outubro do mesmo ano.

## Volumes

### Red, Green & Blue
| - 1. VS Mew (VSミュウ, VS Myū) - 2. VS Bulbasaur (VS フシギダネ, VS Fushigidane) - 3. VS Kangaskhan (VSガルーラ, VS Garūra) - 4. VS Pikachu (VSピカチュウ, VS Pikachū) - 5. VS Onix (VSイワーク, VS Iwāku) - 6. VS Gyarados (VSギャラドス, VS Gyaradosu) - 7. VS Rhydon (VSサイドン, VS Saidon) - 8. VS Starmie (VSスターミー, VS Sutāmī) - 9. VS Fearow (VSオニドリル, VS Onidoriru) - 10. VS Voltorb (VSビリリダマ, VS Biriridama) - 11. VS Electabuzz (VSエレブー, VS Erebū) - 12. VS Snorlax (VSカビゴン, VS Kabigon) - 13. VS Psyduck (VSコダック, VS Kodakku) - 14. VS Arbok (VSアーボック, VS Ābokku) |

| - 15. VS Wartortle (VSカメール, VS Kamēru) - 16. VS Tauros (VSケンタロス, VS Kentarosu) - 17. VS Jynx (VSルージュラ, VS Rūjura) - 18. VS Ninetales (VSキュウコン, VS Kyūkon) - 19. VS Eevee (VSイーブイ, VS Ībui) - 20. VS Vileplume (VSラフレシア, VS Rafureshia) - 21. VS Nidoking (VSニドキング, VS Nidokingu) - 22. VS Victreebel (VSウツボット, VS Utsubotto) - 23. VS Magmar (VSブーバー, VS Būbā) - 24. VS Dragonite (VSカイリュー, VS Kairyū) - 25. VS Articuno (VSフリーザー, VS Furīzā) - 26. VS Moltres (VSファイヤー, VS Faiyā) - 27. VS Kadabra (VSユンゲラー, VS Yungerā) |

| - 28. VS Mime (VSバリヤード, VS Bariyādo) - 29. VS Golbat (VSゴルバット, VS Gorubatto) - 30. VS Zapdos (VSサンダー, VS Sandā) - 31. VS Articuno (VSフリーザー, VS Furīzā) - 32. VS Kadabra (VSユンゲラー, VS Yungerā) - 33. VS Pokémon Pássaros Lendários (VS伝説の鳥ポケモン, VS Densetsu no tori Pokémon) - 34. VS Mewtwo (parte 1) (VSミュウツー(前編), VS Myūtsū (zenpen)) - 35. VS Mewtwo (parte 2) (VSミュウツー(後編), VS Myūtsū (kōhen)) - 36. VS Dratini (VSミニリュウ, VS Miniryū) - 37. VS Golem (VSゴローニャ, VS Gorōnya) - 38. VS Nidoqueen (VSニドクイン, VS Nidokuin) - 39. VS Spearow (VSオニスズメ, VS Onisuzume) - 40. VS Charizard (VSリザードン, VS Rizādon) |

### Yellow
| - 41. VS Ponyta (VSポニータ, VS Ponīta) - 42. VS Dody (VSドードー, VS Dōdō) - 43. VS Seadra (VSシードラ, VS Shīdora) - 44. VS Dewgong (VSジュゴン, VS Jugon) - 45. VS Cloyster (VSパルシェン, VS Parushen) - 46. VS Marowak (VSガラガラ, VS Garagara) - 47. VS Persian (VSペルシアン, VS Perushian) - 48. VS Paras (VSパラス, VS Parasu) - 49. VS Gastly (VSゴース, VS Gōsu) - 50. VS Lapras (VSラプラス, VS Rapurasu) - 51. VS Magneton (VSレアコイル, VS Reakoiru) - 52. VS Gengar (VSゲンガー, VS Gengā) |

| - 53. VS Caterpie (VSキャタピー, VS Kyatapī) - 54. VS Pidgeotto (VSピジョン, VS Pijon) - 55. VS Primeape (VSオコリザル, VS Okorizaru) - 56. VS Slowpoke (VSヤドン, VS Yadon) - 57. VS Ekans (VSアーボ, VS Ābo) - 58. VS Tentacruel (VSドククラゲ, VS Dokukurage) - 59. VS Hitmonlee (VSサワムラー, VS Sawamurā) - 60. VS Dragonair (parte 1) (VSハクリュー(前編), VS Hakuryū (zenpen)) - 61. VS Dragonair (parte 2) (VSハクリュー(中編), VS Hakuryū (chōhen)) - 62. VS Dragonair (parte 3) (VSハクリュー(後編), VS Hakuryū (kōhen)) - 63. VS Exeggutor (VSナッシー, VS Nasshī) - 64. VS Arcanine (VSウインディ, VS Uindi) - 65. VS Machop (VSワンリキー, VS Wanrikī) |

| - 66. VS Poliwrath (VSニョロボン, VS Nyorobon) - 67. VS Diglett (VSディグダ, VS Diguda) - 68. VS Jigglypuff (VSプリン, VS Purin) - 69. VS Horsea (VSタッツー, VS Tattsū) - 70. VS Alakazam (VSフーディン, VS Fūdin) - 71. VS Muk (VSベトベトン, VS Betobeton) - 72. VS Weezing (VSマタドガス, VS Matadogasu) - 73. VS Venomoth (VSモルフォン, VS Morufon) - 74. VS Magikarp (VSコイキング, VS Koikingu) - 75. VS Electrode (VSマルマイン, VS Marumain) - 76. VS Chansey (VSラッキー, VS Rakkī) - 77. VS Golduck (VSゴルダック, VS Gorudakku) - 78. VS Venusaur (VSフシギバナ, VS Fushigibana) |

| - 79. VS Aerodactyl (parte 1) (VSプテラ①, VS Putera ①) - 80. VS Aerodactyl (parte 2) (VSプテラ②, VS Putera ②) - 81. VS Aerodactyl (parte 3) (VSプテラ③, VS Putera ③) - 82. VS Raticate (VSラッタ, VS Ratta) - 83. VS Slowbro (VSヤドラン, VS Yadoran) - 84. VS Clefable (VSピクシー, VS Pikushī) - 85. VS Shellder (VSシェルダー, VS Sherudā) - 86. VS Dragonair (VSハクリュー, VS Hakuryū) - 87. VS Rhyhorn (VSサイホーン, VS Saihōn) - 88. VS Beedrill (VSスピアー, VS Supiā) - 89. VS Metapod (VSトランセル, VS Toranseru) - 90. VS ??? (VS???, VS ???) |

### Gold & Slver
| - 91. VS Murkrow (VSヤミカラス, VS Yamikarasu) - 92. VS Ho-Oh (VSホーホー, VS Hōhō) - 93. VS Sneasel (VSニューラ, VS Nyūra) - 94. VS Elekid (VSエレキッド, VS Erekiddo) - 95. VS Stantler (VSオドシシ, VS Odoshishi) - 96. VS Donphan (VSドンファン, VS Donfan) - 97. VS Bellsprout (VSマダツボミ, VS Madatsubomi) - 98. VS Totodile (VSワニノコ, VS Waninoko) - 99. VS Sunkern (VSヒマナッツ, VS Himanattsu) - 100. VS Unown (VSアンノーン, VS Annōn) - 101. VS Teddiursa (VSヒメグマ, VS Himeguma) - 102. VS Ursaring (VSリングマ, VS Ringuma) - 103. VS Houndour (VSデルビル, VS Derubiru) |

| - 104. VS Ariados (VSアリアドス, VS Ariadosu) - 105. VS Smeargle (VSドーブル, VS Dōburu) - 106. VS Sudowoodo (VSウソッキー, VS Usokkī) - 107. VS Gligar (VSグライガー, VS Guraigā) - 108. VS Quilava (VSマグマラシ, VS Magumarashi) - 109. VS Ampharos (VSデンリュウ, VS Denryū) - 110. VS Piloswine (VSイノムー, VS Inomū) - 111. VS Tyranitar (VSバンギラス, VS Bangirasu) - 112. VS Gyarados Rosso (VS赤いギャラドス, VS akai Gyaradosu) - 113. VS Delibird (parte 1) (VSデリバード①, VS Deribādo ①) - 114. VS Delibird (parte 2) (VSデリバード②, VS Deribādo ②) - 115. VS Forretress (VSフォレトス, VS Foretosu) - 116. VS Scizor (VSハッサム, VS Hassamu) |

| - 117. VS Slugma (VSマグマッグ, VS Magumaggu) - 118. VS Chikorita (VSチコリータ, VS Chikorīta) - 119. VS Kertruffle (VSモココ, VS Mokoko) - 120. VS Staryu (VSヒトデマン, VS Hitodeman) - 121. VS Corsola (VSサニーゴ, VS Sanīgo) - 122. VS Qwilfish (VSハリーセン, VS Harīsen) - 123. VS Dragonair (VSハクリュー, VS Hakuryū) - 124. VS Skarmory (VSエアームド, VS Eāmudo) - 125. VS Misdreavus (VSムウマ, VS Mūma) - 126. VS Jumpluff (VSワタッコ, VS Watakko) - 127. VS Miltank (VSミルタンク, VS Mirutanku) - 128. VS Ditto (VSメタモン, VS Metamon) - 129. VS Girafarig (VSキリンリキ, VS Kirinriki) |

| - 130. VS Suicune (parte 1) (VSスイクン(前編), VS Suikun (zenpen)) - 131. VS Suicune (parte 2) (VSスイクン(中編), VS Suikun (chōhen)) - 132. VS Suicune (parte 3) (VSスイクン(後編), VS Suikun (kōhen)) - 133. VS Azumarill (VSマリルリ, VS Mariruri) - 134. VS Heracross (VSヘラクロス, VS Herakurosu) - 135. VS Larvitar (VSヨーギラス, VS Yōgirasu) - 136. VS Crobat (VSクロバット, VS Kurobatto) - 137. VS Raikou & Entei (parte 1) (VSライコウ&エンテイ(前編), VS Raikō & Entei (zenpen)) - 138. VS Raikou & Entei (parte 2) (VSライコウ&エンテイ(後編), VS Raikō & Entei (kōhen)) - 139. VS Raichu (VSライチュウ, VS Raichū) - 140. VS Dodrio (VSドードリオ, VS Dōdorio) - 141. VS Lickitung (VSベロリンガ, VS Beroringa) - 142. VS Remoraid (VSテッポウオ, VS Teppōo) |

| - 143. VS Igglybuff & Cleffa (VSピィ&ププリン, VS Pii & Pupurin) - 144. VS Swinub (VSウリムー, VS Urimū) - 145. VS Sandslash (VSサンドパン, VS Sandopan) - 146. VS Lugia (parte 1) (VSルギア(前編), VS Rugia (zenpen)) - 147. VS Lugia (parte 2) (VSルギア(中編), VS Rugia (chōhen)) - 148. VS Lugia (parte 3) (VSルギア(後編), VS Rugia (kōhen)) - 149. VS Kingdra (VSキングドラ, VS Kingudora) - 150. VS Chinchou (VSチョンチー, VS Chonchī) - 151. VS Lanturn (VSランターン, VS Rantān) - 152. VS Butterfree (VSバタフリー, VS Batafurī) - 153. VS Ho-Oh (VSホウオウ, VS Houou) - 154. VS Yanma (VSヤンヤンマ, VS Yanyanma) |

| - 155. VS Kabutops (VSカブトプス, VS Kabutopusu) - 156. VS Noctowl (VSヨルノズク, VS Yorunozuku) - 157. VS Magnemite (VSコイル, VS Koiru) - 158. VS Scyther (VSストライク, VS Sutoraiku) - 159. VS Pupitar (VSサナギラス, VS Sanagirasu) - 160. VS Porygon2 (VSポリゴン2, VS Porigon 2) - 161. VS Entei (VSエンテイ, VS Entei) - 162. VS Hitmontop (VSカポエラー, VS Kapoerā) - 163. VS Bellossom (VSキレイハナ, VS Kireihana) - 164. VS Slowking (VSヤドキング, VS Yadokingu) - 165. VS Lugia e Ho-Oh (parte 1) (VSルギア&ホウオウ(前編), VS Rugia & Hōō (zenpen)) - 166. VS Lugia e Ho-Oh (parte 2) (VSルギア&ホウオウ(後編), VS Rugia & Hōō (kōhen)) |

| - 167. Batalha Final I (最終決戦I, Saishū kessen I) - 168. Batalha Final II (最終決戦II, Saishū kessen II) - 169. Batalha Final III (最終決戦III, Saishū kessen III) - 170. Batalha Final IV (最終決戦IV, Saishū kessen IV) - 171. Batalha Final V (最終決戦V, Saishū kessen V) - 172. Batalha Final VI (最終決戦VI, Saishū kessen VI) - 173. Batalha Final VII (最終決戦VII, Saishū kessen VII) - 174. Batalha Final VIII (最終決戦VIII, Saishū kessen VIII) - 175. Batalha Final IX (最終決戦IX, Saishū kessen IX) - 176. Batalha Final X (最終決戦X, Saishū kessen X) - 177. Batalha Final XI (最終決戦XI, Saishū kessen XI) - 178. Batalha Final XII (最終決戦XII, Saishū kessen XII) - 179. Batalha Final XIII (最終決戦XIII, Saishū kessen XIII) |

### Ruby & Sapphire
| - 180. Batalha Final XIV (最終決戦XIV, Saishū kessen XIV) - 181. VS Cacnea (VSサボネア: 新たなる物語, VS Sabonea: Shintanaru monogatari) - 182. VS Mightyena (VSグラエナ: 衝撃の出会い, VS Guraena: Shōgeki no deai) - 183. VS Torchic (VSアチャモ: 80日後の約束, VS Achamo: 80 Higo no yakusoku) - 184. VS Dustox (VSドクケイル: コンテスト指導, VS Dokukeiru: Kontesuto shidō) - 185. VS Nuzleaf (VSコノハナ: 恐怖のニアミス, VS Konohana: Kyōfu no nia misu) - 186. VS Breloom (VSキノガッサ: ルビーとミツル, VS Kinogassa: Rubī to mitsuru) - 187. VS Kecleon (VSカクレオン: はじめての捕獲, VS Kakureon: Hajimete no hakaku) - 188. VS Lombre (VSハスブレロ: 給水口の中に, VS Hasuburero: Kyūmizuguchi no nakani) - 189. VS Ludicolo (VSルンパッパ: 対決青装束, VS Runpappa: Taiketsu aoshōzoku) - 190. VS Nosepass (VSノズパスI: カナズミジムの試験, VS Nozupasu I: Kanazumi Jimu no shiken) |

| - 191. VS Nosepass II (VSノズパスII: 特性 磁力を破れ, VS Nozupasu II: Tokusei jiryoku o yabure) - 192. VS Crawdaunt I (VSシザリガーI: 海のならず者, VS Shizariger I: Umi no narazumono) - 193. VS Crawdaunt II (VSシザリガーII: 明かせない力, VS Shizariger II: Aka se nai chikara) - 194. VS Mawile (VSクチート: あざむきの大郡, VS Kucheat: Azamuki no dai gun) - 195. VS Makuhita (VSマクノシタ: 柔の奥儀, VS Makunoshita: Yawara no oku tadashi) - 196. VS Beldum (VSダンバル: 洞窟の実力者, VS Danbaru: Doukutsu no jitsuryoku sha) - 197. VS Hariyama (VSハリテヤマ: 決着のカウンター, VS Hariteyama: Ketchaku no Kauntā) - 198. VS Plusle & Minun I (VSプラスル&マイナンI: もう１つの巨悪, VS Purasuru & Minun I: Mou hitotsu no kyo aku) - 199. VS Plusle & Minun II (VSプラスル&マイナンII: 船上のダブルバトル, VS Purasuru & Minun II: Senjou no Daburu Batoru) - 200. VS Torkoal (VSコータス:赤装束再び, VS Kōtasu: Aka shouzoku futatabi) - 201. VS Slugma (VSマグマッグI: 潜水艇かいえん１号, VS Magumaggu I: Sensui ten kaien 1 gou) |

| - 202. VS Slugma II (VSマグマッグII: 炎の幻影, VS Magumaggu II: Honoo no genei) - 203. VS Donphan (VSドンファン: 襲いくるカラクリ, VS Donfan: Osoi kuru karakuri) - 204. VS Electrike I (VSラクライI: 地下に眠る都市, VS Rakurai I: Chika ni nemuru toshi) - 205. VS Electrike II (VSラクライII: 発電マシンを倒せ, VS Rakurai II: Hatsuden mashin o taose) - 206. VS Feebas (VSヒンバス: 釣り上げて 逃げられて, VS Hinbasu: Tsuriage te nige rare te) - 207. VS Zangoose & Seviper I (VSザングース&ハブネークI: 恐ろしき決闘, VS Zangūsu & Habunake I: Osoroshiki kettou) - 208. VS Zangoose & Seviper II (VSザングース&ハブネークII: 執念の追跡者, VS Zangūsu & Habunake II: Shuunen no tsuiseki sha) - 209. VS Slaking I (VSケッキング: ３つ目の選択肢, VS Kekkingu I: Mittsu me no sentakushi) - 210. VS Slaking II (VSケッキング: すれ違う心, VS Kekkingu II: Surechigau kokoro) - 211. VS Slaking III (VSケッキング: 父の思い, VS Kekkingu III: Chichi no omoi) - 212. VS Azumarill I (VSマリルリI: ロープウェイの罠, VS Mariruri I: Ropeway no wana) - 213. VS Azumarill II (VSマリルリII: 息詰まる攻防, VS Mariruri II: Ikidumaru koubou) - 214. VS Pelipper (VSペリッパーI: 火山活動停止, VS Perippā I: Kazan katsudou teishi) |

| - 215. VS Pelipper II (VSペリッパーII: 意外なる救援, VS Perippā II: Igai naru kyuuen) - 216. VS Magcargo (VSマグカルゴ: 決意の再出発, VS Magukarugo: Ketsui no sai shuppatsu) - 217. VS Medicham (VSチャーレム: シダケのコンテスト, VS Chāremu: Shidake no Contest) - 218. VS Absol (VSアブソル: わざわいの予兆, VS Abusoru: Waza wai no yochou) - 219. VS Whismur (VSゴニョニョ: 激震 カナシダトンネル, VS Gonyonyo: Gekishin Kanashida Tunnel) - 220. VS Loudred & Exploud I (VSドゴーム&バクオングI: 誘惑の篝火, VS Dogōmu & Bakuongu I: Yuuwaku no kagaribi) - 221. VS Loudred & Exploud II (VSドゴーム&バクオングII: 脱出 そして, VS Dogōmu & Bakuongu II: Dasshutsu soshite) - 222. VS Shiftry (VSダーテング: 招集 ジムリーダーズ, VS Dātengu: Shoushuu Gym Leaders) - 223. VS Luvdisc I (VSラブカスI: 出場 スーパーランク, VS Rabukasu I: Shutsujou Super Rank) - 224. VS Luvdisc II (VSラブカスII: 美しさの覇者, VS Rabukasu II: Utsukushi sa no hasha) - 225. VS Anorith & Lileep (VSアノプス&リリーラ: 美の師弟コンビ, VS Anopusu & Rirīra: Bi no shitei konbi) - 226. VS Altaria (VSチルタリス: ヒマワキでの再会, VS Chirutarisu: Hiwamaki de no saikai) |

| - 227. VS Grumpig I (VSブーピッグI: 素直な気持ちで, VS Būpiggu I: Sunao na kimochi de) - 228. VS Grumpig II (VSブーピッグII: 明かされた力, VS Būpiggu II: Akasa re ta chikara) - 229. VS Lunatone & Solrock (VSルナトーン&ソルロック: ふたつの宝珠, VS Runatōn & Sorurokku: Futatsu no houshu) - 230. VS Walrein (VSトドゼルガ: 巨悪共闘, VS Todoseruga: Kyo aku kyoutou) - 231. VS Masquerain (VSアメモース: それぞれの復活前夜, VS Amemōsu: Sorezore no fukkatsu zenya) - 232. VS Whiscash (VSナマズン: 涙のハイパーランク, VS Namazun: Namida no Hyper Rank) - 233. VS Kyogre & Groudon I (VSカイオーガ&グラードンI: 到着 最深海, VS Kaiōga & Gurādon I: Touchaku sai shinkai) - 234. VS Kyogre & Groudon II (VSカイオーガ&グラードンII: 超古代獣 目覚める, VS Kaiōga & Gurādon II: Chou kodai juu mezameru) - 235. VS Kyogre & Groudon III (VSカイオーガ&グラードンIII: 被害地へ飛べ, VS Kaiōga & Gurādon III: Higai chi he tobe) - 236. VS Kyogre & Groudon IV (VSカイオーガ&グラードンIV: 真実の伝説者, VS Kaiōga & Gurādon IV: Shinjitsu no densetsu sha) - 237. VS Kyogre & Groudon V (VSカイオーガ&グラードンV: 甦る記憶, VS Kaiōga & Gurādon V: Yomigaeru kioku) - 238. VS Kyogre & Groudon VI (VSカイオーガ&グラードンVI: ただ１つの道, VS Kaiōga & Gurādon VI: Tada hitotsu no michi) |

| - 239. VS Kyogre & Groudon VII (VSカイオーガ&グラードンVII: 空飛ぶ協会本部, VS Kaiōga & Gurādon VII: Sora tobu kyoukai honbu) - 240. VS Treecko (VSキモリ: あのときの願いを, VS Kimori) - 241. VS Dusclops (VSサマヨール: 天空の修練場, VS Samayouru: Tenkuu no shuuren jou) - 242. VS Volbeat (VSバルビート: 裏切りの総帥, VS Barubīto: Uragiri no sousui) - 243. VS Armaldo (VSアーマルド: マルチバトル開始, VS Āmarudo: Maruchi Batoru kaishi) - 244. VS Kyogre & Groudon VIII (VSカイオーガ&グラードンVIII: 戦う意志のもとに, VS Kaiōga & Gurādon VIII: Tatakau ishi no moto ni) - 245. VS Vibrava (VSビブラーバ: 激突 スリーonスリー, Vs Biburāba: Gekitotsu Surī on Surī) - 246. VS Ninjask (VSテッカニン: もう１匹いる, VS Tekkanin: Mō ichihiki iru) - 247. VS Kyogre & Groudon IX (VSカイオーガ&グラードンIX: 幻をうちやぶれ, VS Kaiōga & Gurādon IX: Maboroshi o uchiyabure) - 248. VS Kyogre & Groudon X (VSカイオーガ&グラードンX: 宝珠の魔力, VS Kaiōga & Gurādon X: Houshu no maryoku) - 249. VS Kyogre & Groudon XI (VSカイオーガ&グラードンXI: 引かれあう超パワー, VS Kaiōga & Gurādon XI: Hika re au chou pawā) |

| - 250. VS Kyogre & Groudon XII (VSカイオーガ&グラードンXII: チャンピオン帰還, VS Kaiōga & Gurādon XII: Champion kikan) - 251. VS Kyogre & Groudon XIII (VSカイオーガ&グラードンXIII: このマントを托す, VS Kaiōga & Gurādon XIII: Kono manto o takusu) - 252. VS Kyogre & Groudon XIV (VSカイオーガ&グラードンXIV: 大切なあの人, VS Kaiōga & Gurādon XIV: Taisetsu na ano hito) - 253. VS Regirock, Regice, Registeel I (VSレジロック,レジアイス&レジスチルI: 結びつくメッセージ, VS Rejirokku, Rejiaisu & Rejisuchiru I: Musubitsuku Message) - 254. VS Regirock, Regice, Registeel II (VSレジロック,レジアイス&レジスチルII: 刻まれた隊列, VS Rejirokku, Rejiaisu & Rejisuchiru II: Kizama re ta tairetsu) - 255. VS Spoink I (VSバネブーI: 幻の島, VS Binaboo I: Maboroshi no shima) - 256. VS Spoink II (VSバネブーII: 最後の大特訓, VS Binaboo II: Saigo no dai tokkun) - 257. VS Kyogre & Groudon XV (VSカイオーガ&グラードンXV: 宝珠が求むるもの, VS Kaiōga & Gurādon XV: Houshu ga motomu ru mono) - 258. VS Rayquaza I (VSレックウザI: 裂空の覚醒者, VS Rekkuuza I: Retsu sora no kakusei sha) - 259. VS Rayquaza II (VSレックウザII: 戦渦の告白, VS Rekkuuza II: Senka no kokuhaku) |

| - 260. A Superbatalha Final I (最終超決戦I: 冒険のレコード, Saishū Chō Kessen I: Bouken no Rekōdo) - 261. A Superbatalha Final II (最終超決戦II: 海と陸と天空と, Saishū Chō Kessen II: Umi to riku to tenkuu to) - 262. A Superbatalha Final III (最終超決戦III: 届け フーセンガム, Saishū Chō Kessen III: Todoke fūsengamu) - 263. A Superbatalha Final IV (最終超決戦IV: 粛正の咆吼, Saishū Chō Kessen IV: Shukusei no houkou) - 264. A Superbatalha Final V (最終超決戦V: 罪と罰, Saishū Chō Kessen V: Tsumi to ba) - 265. A Superbatalha Final VI (最終超決戦VI: 究極の結論, Saishū Chō Kessen VI: Kyuukyou no ketsuron) - 266. A Superbatalha Final VII (最終超決戦VII: はじめての捕獲, Saishū Chō Kessen VII: Hajimete no hokaku) - 267. A Superbatalha Final VIII (最終超決戦VIII: 約束の日, Saishū Chō Kessen VIII: Yakusoku no hi) - 268. Capítulo 01 (脱出!!, Dasshutsu!!) - 269. Capítulo 02 (姿なき攻撃者, Sugata naki kougeki sha) |

### FireRed & LeafGreen
| - 270. Capítulo 03 (飲み込む闇, Nomikomu yami) - 271. Capítulo 04 (シルフスコープの中に, Silph Scope no naka ni) - 272. Capítulo 05 (２の島のキワメ婆, 2 no shima no Kiwame baba) - 273. Capítulo 06 (戦ノ道, Sen no michi) - 274. Capítulo 07 (発動 究極技, Hatsudou kyuukyoku waza) - 275. Capítulo 08 (動き始める首領, Ugoki hajimeru shuryou) - 276. Capítulo 09 (伝承 草と炎, Denshou sou to honoo) - 277. Capítulo 10 (三獣士登場, San shishi shi toujou) - 278. Capítulo 11 (全島攻撃, Zentou kougeki) - 279. Capítulo 12 (降り立つデオキシス, Ori tatsu deokishisu) |

| - 280. Capítulo 13 (敗れし者レッド, Yabure shi sha Reddo) - 281. Capítulo 14 (フォルムチェンジの秘密, Forme Change no himitsu) - 282. Capítulo 15 (所有者の資格, Shoyuu sha no shikaku) - 283. Capítulo 16 (戦う訳, Tatakau wake) - 284. Capítulo 17 (ミュウツー参戦, Myuutsū sansen) - 285. Capítulo 18 (意志を持つタワー, Ishi o motsu tawā) - 286. Capítulo 19 (襲い来る分身群, Osoi kuru bunshin gun) - 287. Capítulo 20 (故郷トキワシティ, Kokyou Towika Shiti) |

| - 288. Capítulo 21 (拘束具を破れ, Kousoku gu o yabure) - 289. Capítulo 22 (拘束具を破れ, Kokoro no oku no towika) - 290. Capítulo 23 (宙空の決戦場, Chuu sora no kessen jou) - 291. Capítulo 24 (頂上対決, Choujou taiketsu) - 292. Capítulo 25 (父の名はサカキ, Chichi no Na ha sakaki) - 293. Capítulo 26 (まやかしのオーロラ, Mayakashi no ōrora) - 294. Capítulo 27 (幻は最果てに, Maboroshi ha saihate ni) - 295. Capítulo 28 (ラストショット, Last Shot) - 296. Capítulo 29 (デオキシス そのルーツ, Deokishisu sono Roots) - 297. Capítulo 30 (反乱のチャクラ, Hanran no chakura) - 298. Capítulo 31 (脱出のブラックホール, Dasshutso no Black Hole) |

### Emerald
| - 299. Capítulo 32 (本能の呼びかけ, Honnou no yobikake) - 300. Capítulo 33 (父の魂, Chichi no tamashii) - 301. Capítulo 34 (戦う者 レッド, Tatakau Mono Reddo) - 302. Capítulo 35 (所有者たちの絆, Shoyuu sha tachi no kizuna) - 303. VS Sudowoodo (VSウソッキー: まばゆきフロンティア, VS Usokkie: Mabayuki Furontia) - 304. VS Swalot (VSマルノーム: 穏やかな弾丸, VS Marunoom: Odayaka na dangan) - 305. VS Illumise (VSイルミーゼ: 挑戦7つの施設, VS Irumīze: Chōsen nanatsu no shisetsu) - 306. VS Pinsir (VSカイロス: 知識のブレーン, VS Kairosu: Chishiki no burēn) - 307. VS Glalie (VS オニゴーリ: 怪しき影, VS Onigōri: Ayashiki kage) - 308. VS Kirlia (VSキルリア: 送信要請, VS Kiruria: Sōshin yōsei) |

| - 309. VS Milotic (VSミロカロス: チューブのクイーン, VS Mirokarosu: Chūbu no kuīn) - 310. VS Shuckle (VSツボツボ: 運がよければ, VS Tsubotsubo: Un ga yokere ba) - 311. VS Dusclops (VSサマヨール: ふるさとの土, VS Samayouru: Furusato no do) - 312. VS Regirock (VSレジロック: ピラミッドアドベンチャー, VS Rejirokku: Piramiddo Adobenchā) - 313. VS Regice (VSレジアイス: 空翔ける星, VS Rejiaisu: Sora kakeru hoshi) - 314. VS Smeargle (VSドーブル: アトリエの洞窟, VS Dōburu: Atorie no dōkutsu) - 315. VS Surskit I (VSアメタマI: 甲冑の男, VS Ametama I: Kacchū no otoko) - 316. VS Surskit II (VSアメタマII: タイクーンの実力, VS Ametama II: Taikūn no jitsuryoku) - 317. VS Shedinja (VSヌケニンI: オーナーの真意, VS Nukenin I: Ōnā no shini) |

| - 318. VS Shedinja II (VSヌケニンII: 勝利を呼ぶ闘志, VS Nukenin II: Shōri o yobu tōshi) - 319. VS Vileplume I (VSラフレシアI: トーナメント in ドーム, VS Rafureshia I: Tōnamento in Dōmu) - 320. VS Vileplume II (VSラフレシアII: 助っ人 到着, VS Rafureshia I: Suketto tōchaku) - 321. VS Kirlia (VSキルリア: ルビー対エメラルド, VS Kiruria: Rubī tai Emerarudo) - 322. VS Sceptile (VSジュカイン: 本来のパートナー, VS Jukain: Honrai no Pātonā) - 323. VS Charizard I (VSリザードンI: スーパースターの戦略, VS Rizādon I: Sūpāsutā no senryaku) - 324. VS Charizard II (VSリザードンII: 宝珠の残像, VS Rizādon II: Hōshu no zanzō) - 325. VS Starmie (VSスターミー: ガイル再び, VS Sutāmī: Gairu futatabi) - 326. VS Lapras (VSラプラス: 突入 バトルタワー, VS Rapurasu: Totsunyū Batoru Tawā) - 327. VS Gulpin (VSゴクリン: 甲冑の素顔, VS Gokurin: Kacchū no sugao) |

| - 328. A Grande Batalha Final - Parte 1 (大決戦I: 海の魔物, Daikessen I: Umi no mamono) - 329. A Grande Batalha Final - Parte 2 (大決戦II: 星に願いを, Daikessen II: Hoshi ni negai o) - 330. A Grande Batalha Final - Parte 3 (大決戦III: 開かない心, Daikessen III: Hiraka nai kokoro) - 331. A Grande Batalha Final - Parte 4 (大決戦IV: 憧れと尊敬と, Daikessen IV: Akogare to sonkei to) - 332. A Grande Batalha Final - Parte 5 (大決戦V: 新しい自分, Daikessen V: Atarashī jibun) - 333. A Grande Batalha Final - Parte 6 (大決戦VI: 真実の瞳, Daikessen VI: Shinjitsu no hitomi) - 334. A Grande Batalha Final - Parte 7 (大決戦VII: 10人の集結, Daikessen VII: Junin no shūketsu) - 335. A Grande Batalha Final - Parte 8 (大決戦VIII: トリプルＸトリプル, Daikessen VIII: Toripuru x Toripuru) - 336. A Grande Batalha Final - Parte 9 (大決戦IX: 授けし者, Daikessen IX: Sazukeshi sha) - 337. Epílogo (Epilogue: いっそ全員で, Epilogue: Isso zenin de) |

### Diamond & Pearl
| - 338. VS Starly (VSムックル: パールとダイヤ, VS Mukkuru: Pāru to Daiya) - 339. VS Bidoof (VSビッパ: ビッパとお嬢様, VS Bippa: Bippa to Ojōsama) - 340. VS Luxio (VSルクシオ: ツッコミとリズム, VS Rukushio: Tsukkomi to Rizumu) - 341. VS Kricketot (VSコロボーシ: ポッチャマとプライド, VS Korobōshi: Pocchama to Puraido) - 342. VS Cranidos (VSズガイドス: ヒョウタとクロガネジム, VS Zugaidos: Hyouta to Kurogane Jimu) - 343. VS Combee (VSミツハニー: 花畑と甘い蜜, VS Mitsuhanī: Hanahata to amai mitsu) - 344. VS Bronzor (VSドーミラー: 発電所と砂嵐, VS Dōmirā: Hatsudensho to sunaarashi) - 345. VS Rotom (VSロトム: 森と洋館, VS Rotomu: Mori to yōkan) - 346. VS Roserade I (VSロズレイドI: 特訓と初進化, VS Rozureido I: Tokkun to hatsu shinka) |

| - 347. VS Roserade II (VSロズレイドII: ロズレイドと毒のトゲ, VS Rozureido II: Rozureido to doku no toge) - 348. VS Stunky (VSスカンプー: 自転車とスカンプー, VS Sukanpū: Jitensha to Sukanpū) - 349. VS Probopass e Magnezone (VSダイノーズ&ジバコイル: シンオウ地方とテンガン山, VS Dainōzu & Jibakoiru: Shinou chihō to Tengan San) - 350. VS Buneary (VSミミロル: お嬢様とコンテスト, VS Mimiroru: Ojōsama to Kontesuto) - 351. VS Pachirisu (VSパチリス: 会長と三人組, VS Pachirisu: Kaichō to san ningumi) - 352. VS Croagunk & Abra I (VSグレッグル&ケーシィI: メリッサとロストタワー, VS Gureggru & Casei I: Merissa to Rosuto Tawā) - 353. VS Croagunk & Abra II (VSグレッグル&ケーシィII: パカとウージ, VS Gureggru & Casei II: Paka to Wuji) - 354. VS Unown I (VSアンノーンI: 新聞社と謎の文字, VS Annōn I: Shinbunsha to nazo no moji) - 355. VS Unown II (VSアンノーンII: アンノーンと古代遺跡, VS Annōn II: Annōn to kodai iseki) |

| - 356. VS Meditite & Riolu I (VSアサナン&リオルI: スロットとスモモ, VS Asanan & Rioru I: Surotto to sumomo) - 357. VS Meditite & Riolu II (VSアサナン&リオルII: ジム戦とゲームコーナー, VS Asanan & Rioru II: Jimusen to Gēmu Kōnā) - 358. VS Staravia & Skuntank I (VSムクバード&スカタンクI: 令嬢とボディーガード, VS Mukubādo & Sukatanku I: Reijō to Bodīgādo) - 359. VS Staravia & Skuntank II (VSムクバード&スカタンクII: 敵と味方, VS Mukubādo & Sukatanku II: Teki to mikata) - 360. VS Gible (VSフカマル: 終わりと始まり, VS Fukamaru: Owari to hajimari) - 361. VS Bibarel & Hippopotas (VSビーダル&ヒポポタス: 雨と足跡, VS Bīdaru & Hipopotasu: Ame to ashiato) - 362. VS Drapion & Kricketune I (VSドラピオン&コロトックI: 光と記憶, VS Dorapion & Korotokku I: Hikari to kioku) - 363. VS Drapion & Kricketune II (VSドラピオン&コロトックII: 湖と影, VS Dorapion & Korotokku II: Mizuumi to kage) - 364. VS Skorupi (VSスコルピ: 大湿原とサファリゲーム, VS Sukorupi: Daishitsugen to Safari Gēmu) |

| - 365. VS Carnivine (VSマスキッパ: マキシとノモセシティ, VS Masukippa: Makishi to nomoseshiti) - 366. VS Floatzel (VSフローゼル: 勝利とファイトマネー, VS Furōzeru: Shōri to faito manē) - 367. VS Psyduck (VSコダック: コダックと秘伝の薬, VS Kodakku: Kodakku to hiden no kusuri) - 368. VS Probopass & Magnezone I (VSダイノーズ&ジバコイルI: カンナギと長老, VS Dainōzu & Jibakoiru I: Kan nagi to chōrō) - 369. VS Probopass & Magnezone II (VSダイノーズ&ジバコイルII: 壁画と襲撃者, VS Dainōzu & Jibakoiru II: Hekiga to shūgekisha) - 370. VS Probopass & Magnezone III (VSダイノーズ&ジバコイルIII: 意志と感情, VS Dainōzu & Jibakoiru III: Ishi to kanjō) - 371. VS Drifblim (VSフワライド: 学会と誘拐, VS Fuwarido: Gakkai to yūkai) - 372. VS Mismagius I (VSムウマージI: ヨスガジムと計算問題, VS Muumāji I: Yosuga Jimu to keisan mondai) - 373. VS Mismagius II (VSムウマージII: 幻覚と現実, VS Muumāji II: Genkaku to genjitsu) - 374. VS Bronzong I (VSドータクンI: 娘と父, VS Dōtakun I: Musume to chichi) |

| - 375. VS Bronzong II (VSドータクンII: 真実と偽り, VS Dōtakun II: Shinjitsu to itsuwari) - 376. VS Staraptor (VSムクホーク: 決意と告白, VS Mukuhōku: Ketsui to kokuhaku) - 377. VS Rapidash (VSギャロップ: 別れと旅立ち, VS Gyaroppu: Wakare to tabidachi) - 378. VS Gliscor (VSグライオン: シンオウ丸と船出, VS Guraion: Shinoumaru to funade) - 379. VS Lucario I (VSルカリオI: ゲンとこうてつ島, VS Rukario I: Gen to kōtetsutō) - 380. VS Lucario II (VSルカリオII: 洞窟と卒業課題, VS Rukario II: Dōkutsu to sotsugyō kadai) - 381. VS Vespiquen & Mothim I (VSビークイン&ガーメイルI: すばやさとはっぱカッター, VS Bīkuin & Gāmeiru I: Subayasa to happa kattā) - 382. VS Vespiquen & Mothim II (VSビークイン&ガーメイルII: 悪意と波導, VS Bīkuin & Gāmeiru II: Akui to nami shirube) - 383. VS Wingull (VSキャモメ: 製鉄所と発注書, VS Kyamome: Seitetsusho to hacchūsho) - 384. VS Magby (VSブビィ: タタラと動く床, VS Bubi: Tatara to ugoku yuka) |

| - 385. VS Houndoom (VSヘルガー: 矢印と透視力, VS Herugā: Yajirushi to tōshi ryoku) - 386. VS Graveler (VSゴローン: 雪山とジムリーダー, VS Gorōn: Yukiyama to Jimu Rīdā) - 387. VS Snover (VSユキカブリ: キッサキとスズナ, VS Yukikaburi: Kissaki to suzuna) - 388. VS Froslass (VSユキメノコ: 新顔と勝利, VS Yukimenoko: Shingao to shōri) - 389. VS Clefairy (VSピッピ: 宇宙とＧマーク, VS Pippi: Uchū to G Māku) - 390. VS Lickitung (VSベロリンガ: ポケッチとキャンペーン, VS Beroringa: Poketchi to kyanpēn) - 391. VS Lickilicky (VSベロベルト: ベロベルトと宝物, VS Beroberuto: Beroberuto to hōmotsu) - 392. VS Weepinbell (VSウツドン: 豪邸と執事, VS Utsudon: Gōtei to shitsuji) - 393. VS Yanmega I (VSメガヤンマI: 研究所とハマナ, VS Megayanma I: Kenkyūjo to hamana) - 394. VS Yanmega II (VSメガヤンマII: 羽音と衝撃波, VS Megayanma II: Haoto to shōgekiha) |

| - 395. VS Sableye (VSヤミラミ: エイチ湖とジュピター, VS Yamirami: Eichiko to Jupitā) - 396. VS Gastrodon (VSトリトドン: 強敵と三人娘, VS Toritoidon: Kyōteki to sannin musume) - 397. VS Octillery (VSオクタン: 爆弾とカウントダウン, VS Okutan: Bakudan to Kauntodaun) - 398. VS Tangrowth (VSモジャンボ: 三匹と見えないつながり, VS Mojanbo: Sanhiki to mienai tsunagari) - 399. VS Machamp (VSカイリキー: 激闘と敗北, VS Kairikie: Gekitō to haiboku) - 400. VS Quagsire (VSヌオー: 大雨と助け手, VS Nuō: Ōame to tasukeshu) - 401. VS Buizel I (VSブイゼルI: 捕獲と弟子入り, VS Buizeru I: Hokaku to deshi iri) - 402. VS Buizel II (VSブイゼルII: アカギと完全な世界, VS Buizeru II: Akagi to kanzen na sekai) - 403. VS Grimer (VSベトベター: パールと新チー, VS Betobetā: Pāru to shinchī) - 404. VS Elekid (VSエレキッド: 敵陣と侵入者, VS Erekiddo: Tekijin to shinnyūsha) |

| - 405. VS Electivire (VSエレキブル: 強さと体験, VS Erekiburu: Tsuyosa to taiken) - 406. VS Honchkrow (VSドンカラス: のんきとせっかち, VS Donkarasu: Nonki to sekkachi) - 407. VS Chingling (VSリーシャン: 変装と潜入, VS Rīshan: Hensō to sennyū) - 408. VS Haunter (VSゴースト: 図鑑と朝の音, VS Gōsuto: Zukan to asa no oto) - 409. VS Spiritomb (VSミカルゲ: チャンピオンとBOSS, VS Mikaruge: Champion to Boss) - 410. VS Cradily (VSユレイドル: ３匹と解放, VS Yureidoru: Sanhiki to kaihō) - 411. VS Dialga e Palkia I (VSディアルガ&パルキアI: 運命とやりの柱, VS Diaruga & Parukia I: Unmei to yari no hashira) - 412. VS Dialga e Palkia II (VSディアルガ&パルキアII: 時間と空間, VS Diaruga & Parukia II: Jikan to kūkan) |

### Platinum
| - 413. VS Dialga e Palkia III (VSディアルガ&パルキアIII: ときのほうこうとあくうせつだん, VS Diaruga & Parukia III: Toki no hōkō to akū setsudan) - 414. VS Dialga e Palkia IV (VSディアルガ&パルキアIV: SHITAPPAと個体意志, VS Diaruga & Parukia IV: Shitappa to kotai ishi) - 415. VS Dialga e Palkia V (VSディアルガ&パルキアV: 完全と不完全, VS Diaruga & Parukia V: Kanzen to fukanzen) - 416. VS Dialga e Palkia VI (VSディアルガ&パルキアVI: ダイヤとパール, VS Diaruga & Parukia VI: Daiya to pāru) - 417. VS Lopunny (VSミミロップ: リゾートエリアの待ち合わせ, VS Mimiroppu: Rizōto Eria no machiawase) - 418. VS Porygon-Z (VSポリゴンZ: ポイントのやりくり, VS Porigon Zetto: Pointo no yarikuri) - 419. VS Gallade I (VSエルレイドI: キャッスルのブレーン, VS Erureido I: Kyassuru no burēn) - 420. VS Gallade II (VSエルレイドII: 執事の油断, VS Erureido II: Shitsuji no yudan) - 421. VS Claydol (VSネンドール: 勝負処のバク, VS Nendōru: Shōbusho no baku) - 422. VS Ivysaur (VSフシギソウ: ハードマウンテンのお宝, VS Fushigisō: Hādo maunten no otakara) |

| - 423. VS Togekiss (VSトゲキッス: 取り換えっこのパネル, VS Togekissu: Torikaekko no paneru) - 424. VS Empoleon (VSエンペルト: 目覚めの一歩, VS Enperutu: Mezame no ichiho) - 425. VS Heatran (VSヒードラン: 野望のプルート, VS Hidoran: Yabō no purūto) - 426. VS Kakuna (VSコクーン: レンタルの施設, VS Kokūn: Rentaru no shisetsu) - 427. VS Seedot (VSタネボー: 妨害の電波, VS Tanebo: Bōgai no denpa) - 428. VS Ledian (VSレディアン: クロツグの頼み事, VS Redian: Kurotsugu no tanomigoto) - 429. VS Dragonite (VSカイリュー: 激闘のステージ, VS Kairyū: Gekitō no Sutēji) - 430. VS Rotom (VSロトム: 五つの家電品, VS Rotomu: Itsutsu no kadenhin) |

| - 431. Batalha Final Extradimensional I (異次元決戦I: 叛骨のギラティナ, Jigen Kessen I: Hankotsu no Giratina) - 432. Batalha Final Extradimensional II (異次元決戦II: 戦士たちの出陣, Jigen Kessen II: Senshitachi no shutsujin) - 433. Batalha Final Extradimensional III (異次元決戦III: 影の一撃, Jigen Kessen III: Kage no ichigeki) - 434. Batalha Final Extradimensional IV (異次元決戦IV: 怒りのフォルムチェンジ, Jigen Kessen IV: Ikari no Forumu Chenji) - 435. Batalha Final Extradimensional V (異次元決戦V: 偵察機の主, Jigen Kessen V: Teisatsuki no aruji) - 436. Batalha Final Extradimensional VI (異次元決戦VI: 集団戦の始まり, Jigen Kessen VI: Shūdansen no hajimari) - 437. Batalha Final Extradimensional VII (異次元決戦VII: 反物質の世界, Jigen Kessen VII: Hanbusshitsu no sekai) - 438. Batalha Final Extradimensional VIII (異次元決戦VIII: 心のありよう, Jigen Kessen VIII: Kokoro no ariyō) - 439. Batalha Final Extradimensional IX (異次元決戦IX: 正義のウイリス, Jigen Kessen IX: Seigi no uirisu) - 440. Batalha Final Extradimensional X (異次元決戦X: オーキドの手紙, Jigen Kessen X: Ōkido no tegami) - 441. Batalha Final Extradimensional XI (異次元決戦XI: 魂の光, Jigen Kessen XI: Tamashī no hikari) |

### HeartGold & SoulSilver
| - 442. VS Oddish (VSナゾノクサ: 挑戦 ポケスロン！, VS Nazonokusa) - 443. VS Aipom (VSエイパム: 四天王登場！, VS Eipamu) - 444. VS Togepi (VSトゲピー: 極秘指令！, VS Togepī) - 445. VS Koffing (VSドガース: 復活の狼煙！, VS Dogāsu) - 446. VS Weavile (VSマニューラ: サファリゾーンの戦い！, VS Manyūra) - 447. VS Feraligatr (VSオーダイル: プレート争奪戦！, VS Ōdairu) - 448. VS Parasect (VSパラセクト: 噂の千里眼！, VS Parasekuto) |

| - 449. VS Rhyperior (VSドサイドン: 大地の継承！, VS Dosaidon) - 450. VS Hitmonchan (VSエビワラー: 集合4将軍！, VS Ebiwarā) - 451. VS Xatu (VSネイティオ: 遺跡へのルート！, VS Neitio) - 452. VS Arceus I (VSアルセウスI: 伝説のサイン！, VS Aruseusu I) - 453. VS Arceus II (VSアルセウスII: 語られる起源！, VS Aruseusu II) - 454. VS Arceus III (VSアルセウスIII: 突入 謎の領域！, VS Aruseusu III) - 455. VS Arceus IV (VSアルセウスIV: 幻のタイプシフト！, VS Aruseusu IV) - 456. VS Arceus V (VSアルセウスV: 絶望の三つ舞台！, VS Aruseusu V) |

### Black & White
| - 457. VS Arceus VI (VSアルセウスVI: 「はざま」からの帰還！, VS Aruseusu VI) - 458. VS Arceus VII (VSアルセウスVII: いちるの望み！, VS Aruseusu VII) - 459. VS Arceus VIII (VS Aruseusu VIII: 希望の最終進化!, VS Aruseusu VIII) - 460. VS Arceus IX (VSアルセウスIX: 特別な明日！, VS Aruseusu IX) - 461. VS Tepig - A Noite Anterior (VSポカブ: 前夜, VS Pokabu) - 462. VS Sewaddle - Partida (VSクルミル: 旅立, VS Kurumiru) - 463. VS Woobat - Lembranças (VSコロモリ: 追憶, VS Koromori) - 464. VS Cottonee - Primeira Batalha (VSモンメン: 初戦, VS Monmen) |

| - 465. VS Galvantula - Novato (VSデンチュラ, VS Dentula, "VS Dentula") - 466. VS Timburr - Apresentação (VSドッコラー, VS Dokkorer, "VS Dokkorer") - 467. VS Purrloin - Libertação (VSチョロネコ, VS Choroneko, "VS Choroneko") - 468. VS Tympole - Coroação (VSオタマロ, VS Otamaro, "VS Otamaro") - 469. VS Audino - Recepção (VSタブンネ, VS Tabunne, "VS Tabunne") - 470. VS Pansage, Pansear, Panpour - Cooperação (VSヤナップ•バオップ•ヒヤップ, VS Yanappu • Baoppu • Hiyappu, "VS Yanappu • Baoppu • Hiyappu") - 471. VS Watchog - Pesquisa (VSミルホッグ, VS Miruhog, "VS Milhog") |

| - 472. VS Scraggy - Plano (VSデンチュラ, VS Zuruggu, "VS Zuruggu") - 473. VS Patrat - Arquivo (VSミネズミ, VS Minezumi, "VS Minezumi") - 474. VS Stoutland - Origem (VSムーランド, VS Mooland, "VS Mooland") - 475. VS Cofagrigus - Ossos de Dragão (VSデスカーン, VS Desukarn, "VS Desukarn") - 476. VS Trubbish e Cinccino - Ventania (VSヤブクロン・チラチーノ, VS Yabukuron & Chillaccino, "VS Yabukuron & Chillaccino") - 477. VS Zorua - Perdidos (VSゾロア, VS Zorua, "VS Zorua") - 478. VS Leavanny - Arte (VSハハコモリ, VS Hahakomori, "VS Hahakomori") - 479. VS Amoonguss - Evolução (VSモロバレル, VS Morobareru, "VS Morobareru") |

| - 480. VS Victini - Farol (VSビクティニ: 燈台, VS Bikutini) - 481. VS Bisharp - Deserto (VSキリキザン: 砂漠, VS Kirikizan) - 482. VS Maractus - Preparação (VSマラカッチ: 準備, VS Marakachi) - 483. VS Emolga - Abrem-se as Cortinas (VSエモンガ: 開演, VS Emonga) - 484. VS Zebstrika - Looping (VSゼブライカ: 回転, VS Zeburaika) - 485. VS Servine - Fórmula (VSジャノビー: 数式, VS Janobī) - 486. VS Throh e Sawk - Ferrovia (VSナゲキ&ダゲキ: 鉄道, VS Nageki & Dageki) - 487. VS Mienshao - Decisão (VSコジョンド: 決意, VS Kojondo) - 488. VS Deerling - Separação (VSシキジカ: 別離, VS Shikijika) |

| - 489. VS Palpitoad - Ponte Levadiça (VSガマガル: 跳橋, VS Gamagaru) - 490. VS Tornadus e Thundurus - Vento e Raio (VSトルネロス&ボルトロス: 風雷, VS Torunerosu & Borutorosu) - 491. VS Vanillite - Congelado (VSバニプッチ: 冷凍, VS Banipuchi) - 492. VS Excadrill - Relíquia (VSドリュウズ: 出土, VS Doryuuzu) - 493. VS Krokorok - Detecção (VSワルビル: 感知, VS Warubiru) - 494. VS Swoobat - Reunião (VSココロモリ: 集合, VS Kokoromori) - 495. VS Swanna - Reforços (VSスワンナ: 參戦, VS Suwanna) |

| - 496. VS Tornadus, Thundurus e Landorus I - Choque (VSトルネロス&ボルトロス&ランドロスI: 激突, VS Torunerosu & Borutorosu & Randorosu I) - 497. VS Tornadus, Thundurus e Landorus II - Renascimento (VSトルネロス&ボルトロス&ランドロスII: 復活, VS Torunerosu & Borutorosu & Randorosu II) - 498. VS Cryogonal - Treinamento (VSフリージオ: 修業, VS Furījio) - 499. VS Tirtouga - Delinquência (VSプロトーガ: 暴走, VS Purotōga) - 500. VS Meloetta I - Melodia (VSメロエッタI: 旋律, VS Meroetta I) - 501. VS Meloetta II - Show (VSメロエッタII: 演奏, VS Meroetta II) - 502. VS Rufflet - Encontro (VSワシボン: 邂逅, VS Washibon) - 503. VS Munna - Amigo (VSムンナ: 仲間, VS Munna) |

| - 504. VS Vanillish - Presença (VSバニリッチ: 冷凍, VS Banirichi) - 505. VS Beartic - Condição (VSツンベアー: 条件, VS Tsunbeā) - 506. VS Cobalion, Terrakion e Virizion I - Três Espadas (VSコバルオン&テラキオン&ビリジオンI: 三剣, VS Kobaruon & Terakion & Birijion I) - 507. VS Cobalion, Terrakion e Virizion II - Confiança (VSコバルオン&テラキオン&ビリジオンII: 信用, VS Kobaruon & Terakion & Birijion II) - 508. VS Darmanitan - Ápice (VSヒヒダルマ: 頂上, VS Hihidaruma) - 509. VS Archeops - Superação (VSアーケオス: 超越, VS Ākeosu) - 510. VS Samurott - Necessidade (VSダイケンキ: 必要, VS Daikenki) |

| - 511. VS Gothitelle - Abertura (VSゴチルゼル: 開幕, VS Gochiruzeru) - 512. VS Druddigon - Contato (VSクリムガン: 交信, VS Kurimugan) - 513. VS Croagunk - Infiltração (VSグレッグル: 潜入, VS Guregguru) - 514. VS Deino - Batalha Escaldante (VSモノズ: 熱闘, VS Monozu) - 515. VS Keldeo - Coração Puro (VSケルディオ: 清心, VS Kerudio) - 516. VS Fraxure - Os Quatro Mais Fortes (VSオノンド: 四強, VS Onondo) - 517. VS Beheeyem - Estrondo (VSオーベム: 鳴動, VS Ōbemu) - 518. VS Unfezant - Amigo (VSケンホロウ: 親友, VS Kenhorou) |

| - 519. VS Keldeo II - Caçador (VSケルディオII: 狩人, VS Keldeo II) - 520. Zekrom VS Reshiram I - Castelo Real (ゼクロムVSレシラムI: 居城, Zekrom VS Reshiram I) - 521. Zekrom VS Reshiram II - Verdade (ゼクロムVSレシラムII: 真実, Zekrom VS Reshiram II) - 522. Zekrom VS Reshiram III - Ideal (ゼクロムVSレシラムIII: 理想, Zekrom VS Reshiram III) - 523. Zekrom VS Reshiram IV - Herói (ゼクロムVSレシラムIV: 英雄, Zekrom VS Reshiram IV) - 524. Zekrom VS Reshiram V - Desaparecimento (ゼクロムVSレシラムV: 消失, Zekrom VS Reshiram V) |

### Black 2 & White 2
| - 525. Vs Scolipede - Aluna Transferida (VSペンドラー: トランスファー・スチューデント, VS Pendoraa) - 526. Vs Genesect I - Senhor Perfeição (VSゲノセクトI: ミスター・パーフェクト, VS Genosect I) - 527. Vs Genesect II - Inseto Voador (VSゲノセクトII: フライング・インセクト, VS Genosect II) - 528. Vs Genesect III - Cientista Inocente (VSゲノセクトIII: イノセント・サイエンティスト, VS Genosect III) - 529. Vs Foongus - Palestra da Pokédex (VSタマゲタケ: ポケデクス・レクチャー, VS Tamagetake) - 530. Vs Vullaby - Pânico Cinematográfico (VSバルチャイ: ムービーズ・パニック, VS Baruchai) - 531. Vs Frillish - Memória Inesquecível (VSプルリル: アンフォゲッタブル・メモリー, VS Pururiru) |

| - 532. Vs Tornadus I (Forma Therian) - O Tornado Lendário (VSトルネロスれいじゅうフォルムI: レジェンダリー・トルネード, VS Torunerosu Rei-jū Forumu I: Rejendarī Torunēdo) - 533. Vs Tornadus II (Forma Therian) - Novo Espadachim (VSトルネロスれいじゅうフォルムII: ニュー・ソードプレイヤー, VS Torunerosu Rei-jū Forumu II: Nyū Sōdo Pureiyā) - 534. Vs Deerling - Concurso de Coral (VSシキジカ: コーラス・コンペティション, VS Shikijika: Kōrasu Konpetishon) - 535. Vs Beheeyem - Garoto Bravo (VSオーベム: アングリー・ボーイ, VS Ōbemu: Angurī Bōi) - 536. Vs Kyurem I - Batalha no Contêiner (VSキュレムI: コンテナ・バトル, VS Kyuremu I: Kontena Batoru) - 537. Vs Kyurem II - Máquina Colress (VSキュレムII: アクロマ・マシーン, VS Kyuremu II: Akuroma Mashīn) - 538. Vs Thundurus (Forma Therian) - A Forma Therian (VSボルトロスれいじゅうフォルム: テリアン・フォーム, VS Borutorosu rei-jū forumu: Terian Fōmu) - 539. Vs Landorus (Forma Therian) - Mundo Congelado (VSランドロスれいじゅうフォルム: フローズン・ワールド, VS Randorosu rei-jū forumu: Furōzun Wārudo) - 540. Vs Mandibuzz - Navio Voador (VSバルジーナ: フライング・シップ, VS Barujīna: Furaingu Shippu) |

| - 541. VS Merlarva (VSメラルバ) / Pinku Surippu (ピンク・スリップ) - 542. VS Mamanbou (VSママンボウ) / Enu Ritānzu (エヌ・リターンズ) - 543. VS Chobomaki (VSチョボマキ) / Abisharu Ryūinzu (アビシャル・リューインズ) - 544. VS Black Kyurem (VSブラックキュレム) / Dorīmu Wārudo (ドリーム・ワールド) - 545. VS Gigiaru (VSギギアル) / Rīzuningu Taimu (リーズニング・タイム) - 546. VS White Kyurem (VSホワイトキュレム) / Jaianto Hōru (ジャイアント・ホール) |

| - 547. Saishū kessen (最終決戦) / Kurasshudo Anbishon (クラッシュド・アンビション) - 548. Epirōgu (エピローグ) / Gurajuēshon Seremonī (グラジュエーション・セレモニー) - 549. Garūra, matsu (ガルーラ、待つ) - 550. Garūra, kawaru (ガルーラ、化わる) - 551. Horūdo, ubau (ホルード、奪う) - 552. Harimaron, sasu (ハリマロン、刺す) |

### X & Y
| - 553. Ninfia, mi miseru (ニンフィア、魅みせる) - 554. Garūra, sasu (ガルーラ、試す) - 555. Girugarudo, madowasu (ギルガルド、惑わす) - 556. Rukario, tasukeru (ルカリオ、助ける) - 557. Onbatto, Samatageru (オンバット、妨さまたげる) - 558. Hitokage, madoromi (ヒトカゲ、まどろむ) - 559. Harimaron, tatsu (ハリマロン、起つ) |

| - 560. Ōrotto, tsuku (オーロット、突つく) - 561. Herakurosu, kawaru (ヘラクロス、化かわる) - 562. Goronda, saguru (ゴロンダ、探る) - 563. Rakurai, ou (ラクライ、追う) - 564. Heigani, hasamu (ヘイガニ、はさむ) - 565. Keromatsu, kieru (ケロマツ、消える) - 566. Chigorasu, kudaku (チゴラス、砕く) |

| - 567. Raiboruto, ka waru (ライボルト、化わる) - 568. Sānaito, tsūjiru (サーナイト、通つうじる) - 569. Dianshī, hikari hikaru (ディアンシー、光ひかる) - 570. Viviyon, mau (ビビヨン、舞う) - 571. Hinoyakoma, moeru (ヒノヤコマ、燃える) - 572. Gekogashira, utsu (ゲコガシラ、撃つ) - 573. Kleffi, atsumeru (クレッフィ、集める) |

| - 574. Oorotto, shibaru (オーロット、しばる) - 575. Gengā, ka waru (ゲンガー、化わる) - 576. Teerunā, kakou (テールナー、囲う) - 577. Haribōgu, tatsu (ハリボーグ、立つ) - 578. Gyaradosu, ka waru (ギャラドス、化わる) - 579. Kaenjishi, ibuku (カエンジシ、息吹く) - 580. Furabebe, saku (フラベベ、咲く) |

| - 581. Saihoun, tsuku (サイホーン、 突く) - 582. Kairosu, niramu (カイロス、にらむ) - 583. Hassamu, ukeru (ハッサム、受ける) - 584. Ruchaburu, osou (ルチャブル、襲う) - 585. Kairosu, ka waru (カイロス、化わる) - 586. Jigarude, genru (ジガルデ、現る) - 587. Karamanero, shikakeru (カラマネロ、仕掛ける) |

| - 588. Burigaron, mamoru (ブリガロン、守る) - 589. Rizādon, ka waru (リザードン、化わる) - 590. Iberutaru, ubau (イベルタル、奪う) - 591. Myuutsū, okoru (ミュウツー、怒る) - 592. Jigarude, takeru (ジガルデ、猛る) - 593. Zeruneasu, ataeru (ゼルネアス、与える) - 594. Furaette, modoru (フラエッテ、戻る) |

### Omega Ruby & Alpha Sapphire
| - 595. Magiana, kadō ku (マギアナ、稼働く) - 596. Metagurosu, shiraberu (メタグロス、調べる) - 597. Ratiasu, tobu (ラティアス、飛ぶ) - 598. Nendōru, nenjiru (ネンドール、念じる) - 599. Bōmanda, kawaru (ボーマンダ、化わる) - 600. Sakurabisu, irodzuku (サクラビス、色づく) - 601. Supiā, kamaeru (スピアー、かまえる) |

| - 602. Fūpa, yugameru (フーパ、ゆがめる) - 603. Yadoran, hirameku (ヤドラン、ひらめく) - 604. Numerugon, haku (ヌメルゴン、吐く) - 605. Ragurāji, tataku (ラグラージ、たたく) - 606. Dianshī, kagayaku (ディアンシー、輝く) - 607. Kamekkusu, kawaru (カメックス、化わる) - 608. Gurādon, modoru (グラードン、戻る) - 609. Kaiōga, modoru (カイオーガ、戻る) |

| - 610. Fūpa, tsunageru (フーパ、繋げる) - 611. Mebukijika, tsuranuku (メブキジカ、貫く) - 612. Jibakoiru, utsu (ジバコイル、撃つ) - 613. Toropiusu, tadayou (トロピウス、漂う) - 614. Ōsubame, habataku (オオスバメ、羽ばたく) - 615. Onbān, michibiku (オンバーン、導く) - 616. Erureido, kirisaku (エルレイド、切り裂く) |

### Separado

#### Omega Ruby & Alpha Sapphire
| - 000. Omega Alpha Adventure 0 (EPISODE 0) - 001. Omega Alpha Adventure 1 (EPISODE 1) - 002. Omega Alpha Adventure 2 (EPISODE 2) - 003. Omega Alpha Adventure 3 (EPISODE 3) - 004. Omega Alpha Adventure 4 (EPISODE 4) - 005. Omega Alpha Adventure 5 (EPISODE 5) - 006. Omega Alpha Adventure 6 (EPISODE 6) - 007. Omega Alpha Adventure 7 (EPISODE 7) |

| - 008. Omega Alpha Adventure 8 (EPISODE 8) - 009. Omega Alpha Adventure 9 (EPISODE 9) - 010. Omega Alpha Adventure 10 (EPISODE 10) - 011. Omega Alpha Adventure 11 (EPISODE 11) - 012. Omega Alpha Adventure 12 (EPISODE 12) - 013. Omega Alpha Adventure 13 (EPISODE 13) - 014. Omega Alpha Adventure 14 (EPISODE 14) |

| - 015. Omega Alpha Adventure 15 (EPISODE 15) - 016. Omega Alpha Adventure 16 (EPISODE 16) - 017. Omega Alpha Adventure 17 (EPISODE 17) - 018. Omega Alpha Adventure 18 (EPISODE 18) - 019. Omega Alpha Adventure 19 (EPISODE 19) - 020. Omega Alpha Adventure 20 (EPISODE 20) - 021. Omega Alpha Adventure 21 (EPISODE 21) |

#### Sun, Moon, Ultra Sun & Ultra Moon
| - 001. Tōjō!! Hakobi ya San! (登場！！運び屋サン！) - 002. Unpan!! Rotomu to onnanoko! (運搬！！ロトムと女の子！) - 003. Kenkyū!! Waza no hakase・Kukui! (研究！！技の博士・ククイ！) - 004. Kettei!! Roku nin tōnamento! (決定！！６人トーナメント！) - 005. Happyō!! Kore ga yūshō shōhin! (発表！！ これが優勝商品！) - 006. Rannyū!! Hakai sha Guzuma! (乱入！！ 破壊者グズマ！) - 007. Kesshō!! Igai na ketsumatsu! (決勝！！ 意外な結末！) |

| - 008. Jōriku!! Tonari no ākara jima! (上陸！！となりのアーカラじま！) - 009. Shōtai!! Seseragi no Oka no nushi! (正体！！せせらぎの丘のぬし！) - 010. Kōryaku!! Giyogun no shirei tō! (攻略！！ぎょぐんの司令塔！) - 011. Kikan!! Sugoude puro gorufā! (帰還！！スゴ腕プロゴルファー！) - 012. Ranbu!! Honō no zenryoku de pōzu! (乱舞！！炎のゼンリョクでポーズ！) - 013. Hatsudō!! Kyōi no zetto waza! (発動！！驚異のＺワザ！) |

| - 014. Issen!! Hoshigumo-chan no himitsu! (一閃！！ほしぐもちゃんの秘密！) - 015. Nanpa!! Hagishiri hagigishiri! (難破！！歯ぎしりハギギシリ！) - 016. Satsuei!! Mega yasu no atochi! (撮影！！メガやすの跡地！) - 017. Totsunyū!! Pō taun! (突入！！ポータウン！) - 018. Ransen!! I sekai no kaibutsu! (乱戦！！異世界の怪物！) - 019. Shinsō!! Sukaru-dan no haigo! (真相！！スカル団の背後！) |

| - 020. Kyūmu!! UB hokakusen! (急務！！UB捕獲戦！) - 021. Gōdatsu! Shuryō kekenkani! (強奪！！首領・ケケンカニ！) - 022. Tanjō! Shimakuīn hapuu! (誕生！！しまクイーンハプウ！) - 023. Taiketsu!! Poni no daikyōkoku! (対決！！ポニのだいきょうこく！) - 024. Suisō!! Saidan ni hibiku merodi! (吹奏！！さいだんに響くメロディ！) - 025. Shutsugen!! Tsuki to taiyō no keshin! (出現！！月と太陽の化身！) |

| - 026. Tanken!! Yami no i sekai! (探検！！闇の異世界！) - 027. Kaigō!! Urutora chōsa-tai! (邂逅！！ウルトラ調査隊！) - 028. Tōchaku!! Kagaku no kyodai toshi! (到着！！科学の巨大都市！) - 029. Shikkoku!! Nazo no kagi tsume nekurozuma! (漆黒！！謎のカギ爪ネクロズマ！) - 030. Kyōki!! Hahanaru ruzamīne! (狂気！！母なるルザミーネ！) - 031. Shakō!! Soranosakeme kara…! (斜光！！空の裂け目から…！) |

| - 032. Dōyō!! Pendanto no tō-sama! (動揺！！ペンダントのとうさま！) - 033. Hidō!! Akuma no yōna otoko! (非道！！悪魔のような男！) - 034. Gekiha!! Tokkun no seika! (撃破！！特訓の成果！) - 035. Chōetsu!! Urutoranekurozuma! (超越！！ウルトラネクロズマ！) - 036. Saisei!! Taiyō to tsuki no chikara! (再生！！太陽と月の力！) - 037. Shūen!! I sekai to notatakai! (終焉！！異世界との戦い！) |

#### Sword & Shield
| - 001. Pulse-pounding!! The Huge Pokémon (ドキドキ！！でっかいポケモン) - 002. Crackle!! Practice Battle (メリメリ！！練習バトル) - 003. Gnash!! Defeat Drednaw (ギリギリ！！カジリガメを倒せ) - 004. Float Softly!! Rising Pillar of Light (ホワホワ！！あがる光柱) - 005. Shine!! The Legendary Tools (ピカピカ！！伝説の身具) - 006. Bustling!! Strong Rivals (ワラワラ！！強きライバル) - 007. Fluttering!! The Match's End (バサバサ！！勝負に決着) |

| - 008. Steaming!! Showdown with Toxapex (ムンムン！！対決ドヒドイデ) - 009. Overflowing!! Gigantamax Battle (ドバドバ！！キョダイマックスバトル) - 010. Blaze!! Bede's Team (メラメラ！！ビートの手持ち) - 011. Glug!! The Gulp Pokémon (ゴクゴク！！うのみポケモン) - 012. Lumber!! The Overlooking Sage (ノシノシ！！見おろす賢者) - 013. Sparkling!! The Vault's Tapestry (キラキラ！！宝物庫のタペストリー) |

| - 014. Misty-eyed!!The Master's Call (ウルウル！！師の呼び声) - 015. Tingling!! Reunion at the Forest (ビリビリ！！森での再会) - 016. Steadily!! Poplar of Arabesque (グングン！！アラベスクのポプラ) - 017. Creak!! Infiltrate the Underground Plant (ギチギチ！！地下プラント潜入) - 018. Chomp-Chomp!! That One is Uonoragon (ガブガブ！！あいつはウオノラゴン) - 019. Crunch!! Battle in the Snow (ザクザク！！雪上のバトル) |